# Giornata del Perdono
Durante l'anno giubilare proclamato da papa Giovanni Paolo II, il 12 marzo 2000 in Piazza San Pietro si tenne la Giornata del Perdono, un atto penitenziale che non ha precedenti nella storia: sette cardinali lessero le intenzioni di preghiera relative alle colpe confessate dalla Chiesa
1. confessione dei peccati in generale
2. confessione delle colpe nel servizio della verità
3. confessione dei peccati che hanno compromesso l'unità del corpo di Cristo
4. confessione delle colpe nei rapporti con Israele
5. confessione delle colpe commesse con comportamenti contro l'amore, la pace, i diritti dei popoli, il rispetto delle culture e delle religioni
6. confessione dei peccati che hanno ferito la dignità della donna e l'unità del genere umano
7. confessione dei peccati nel campo dei diritti fondamentali della persona

Per preparare l'evento era stato redatto dalla Commissione Teologica Internazionale il documento Memoria e Riconciliazione: La Chiesa e le colpe del passato, presentato alla stampa internazionale dai cardinali Roger Etchegaray e Joseph Ratzinger (futuro papa), dal vescovo Piero Marini, dai teologi Georges Cottier e Bruno Forte (presidente del gruppo di lavoro che aveva preparato il documento).